# Bayerisches Verwaltungsgericht Augsburg

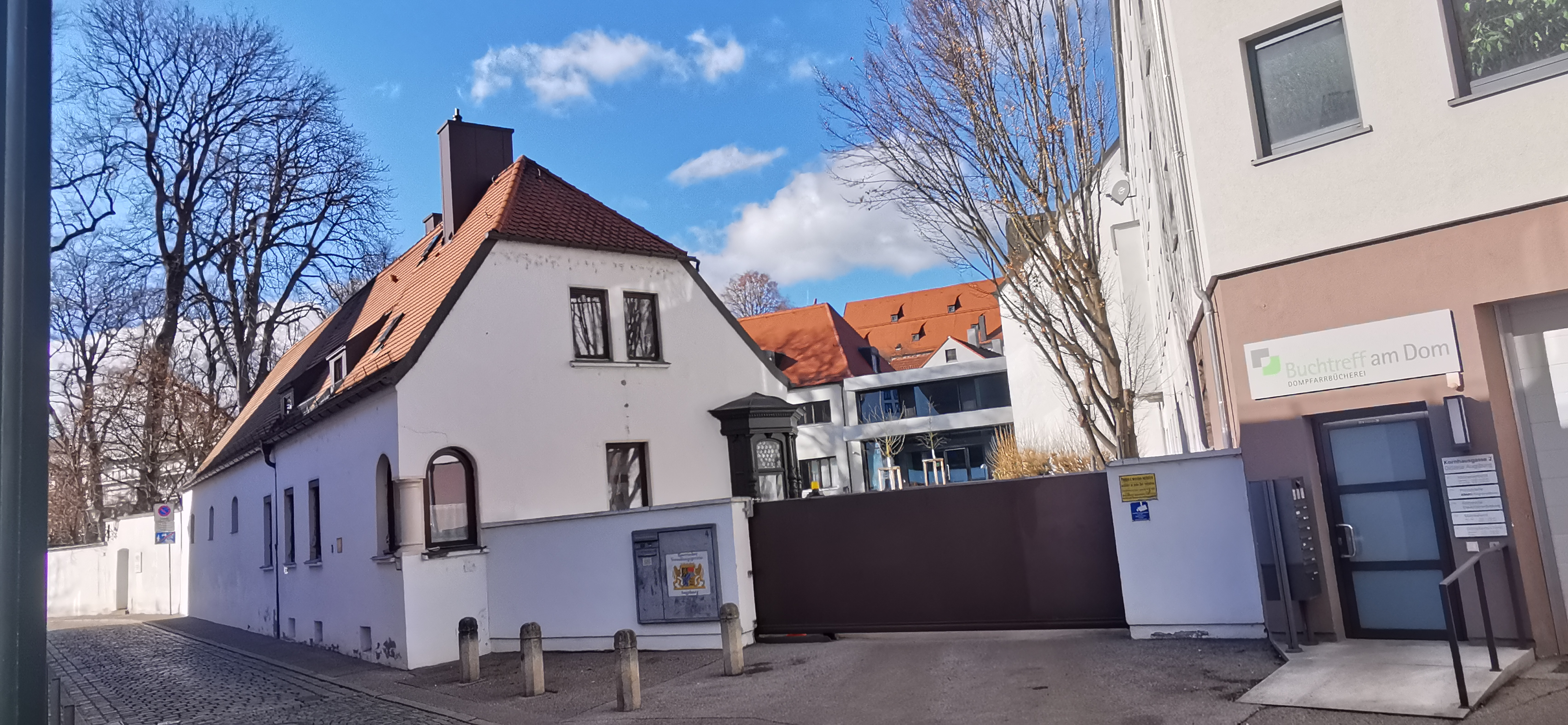
Verwaltungsgericht Augsburg (Dienstgebäude)

Das Bayerische Verwaltungsgericht Augsburg ist ein Gericht der Verwaltungsgerichtsbarkeit. Es wurde am 15. Januar 1947 gegründet und ist eines von sechs Verwaltungsgerichten (VG) im Freistaat Bayern. Das Verwaltungsgericht hat seinen Sitz in Augsburg. Der Regierungsbezirk Schwaben bildet den örtlichen Zuständigkeitsbereich des Gerichts. Das Gericht befindet sich in der Kornhausgasse 4 im Domviertel.

## Organisation
Dem Gericht übergeordnet ist der Bayerische Verwaltungsgerichtshof. Diesem übergeordnet ist das Bundesverwaltungsgericht.
Präsident des Verwaltungsgerichts ist Nikolaus Müller.